# Anders Hult
Anders Daniel Hult, född den 7 maj 1867 i Stockholm, död där den 27 mars 1939, var en svensk jurist. 
Hult avlade mogenhetsexamen i Halmstad 1887 och hovrättsexamen vid Uppsala universitet 1893. Han var häradshövding i Själevads och Arnäs domsaga 1913–1929 och efter dess upphörande i den nyinrättade Ångermanlands norra domsaga 1930–1936. Hult blev riddare av Nordstjärneorden 1924.